# 科曼伯夫
科曼伯夫（法語：Corminboeuf，法語發音：[kɔʁmɛ̃ˈbœf]）是瑞士的城鎮，位於該國西部，由弗里堡州負責管轄，面積5.62平方公里，海拔高度633米，2011年人口2,142，八成人口信奉羅馬天主教，人口密度每平方公里381人。

## 外部連結

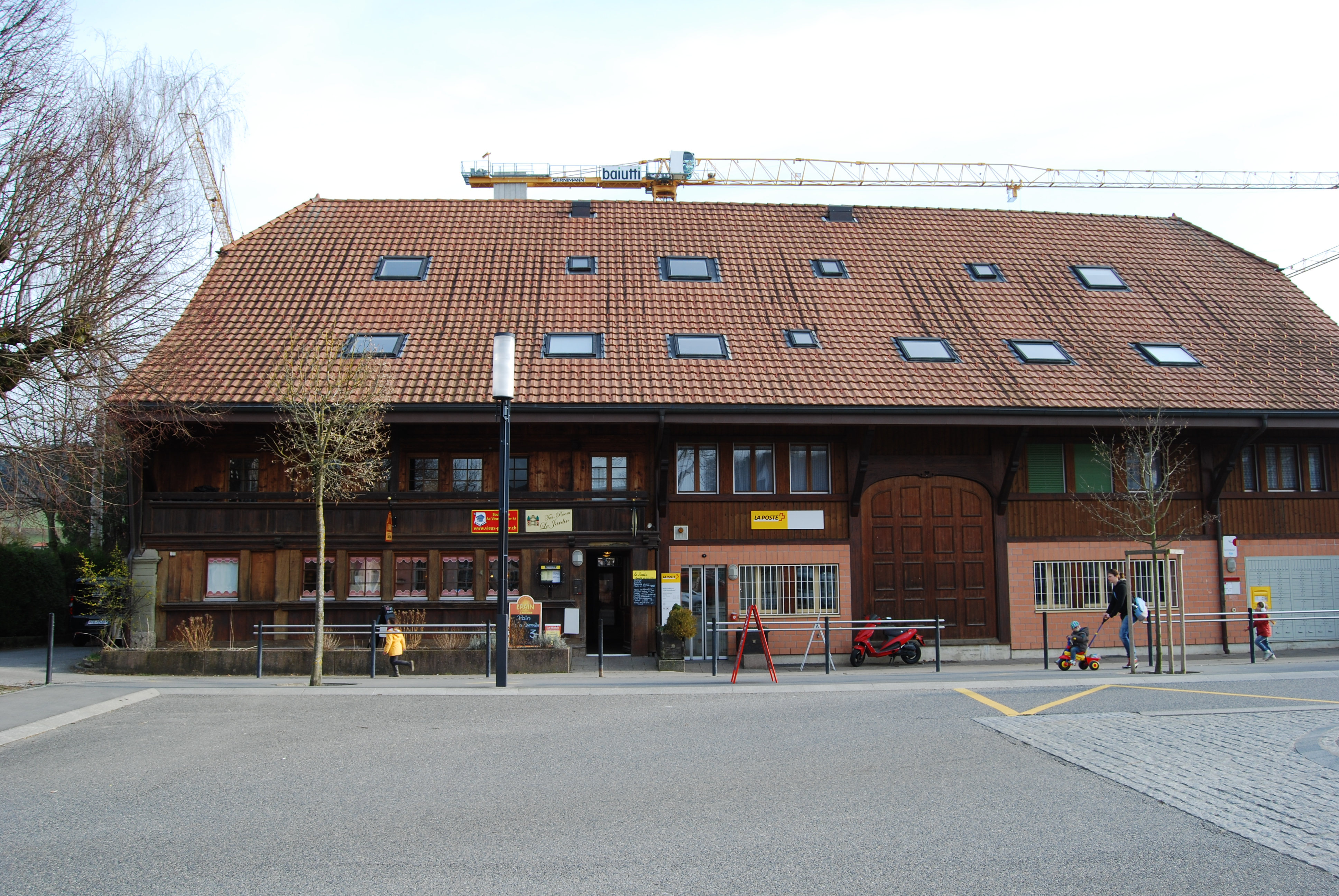
科曼伯夫

- Official website （页面存档备份，存于） （法文）